# Vision Research Phantom
Vision Research Inc. est un fabricant international de Caméras Vidéo Rapides appelées aussi Caméras Hautes Vitesses, Ralenti ou Slow Motion. La maison mère est basée à Wayne aux États-Unis. Les caméras fabriquées sous la marque Phantom sont utilisées dans plusieurs domaines: défense, développement de produits industriels, production industrielle, secteur automobile, recherche scientifique et loisirs. Vision Research est une entité de la division Materials Analysis d'Ametek, fabricant d'instruments électroniques et systèmes électromécaniques.

## Histoire
La société a été fondée en 1950 sous le nom de Photographic Analysis Company et était spécialisée dans la recherche en photographie hautes vitesses utilisant des caméras à film. Photographic Analysis Company a appliqué la photographie hautes vitesses à de nombreuses applications dans différents secteurs, et conçu, fabriqué et adapté des produits spécifiques en photographie rapide pour de très nombreux besoins industriels.
En 1992, la société s'oriente vers la création et la fabrication d'imageurs hautes vitesses électroniques n'utilisant plus de pellicule photographique. Vision Research Inc. est créée à cette occasion et deviendra l'entité indépendante destinée au développement de systèmes d'imageries hautes vitesses numériques. La gamme de caméras slow motion en vidéo numérique porte le nom de Phantom  et utilise le brevet no 5625412 pour l'imagerie électronique numérique hautes vitesses.

## Caméras Rapides & Applications
La famille de caméras Phantom est constituée de trois gammes principales. 
La gamme compacte Miro, caméras légères utilisées dans les applications où la mobilité, le faible encombrement et le poids réduit sont des critères importants: ligne de montage, test de largage, PIV (particle image velocimetry) en mécanique des fluides, analyse des comportements animaliers, étude biomécanique, crash test.

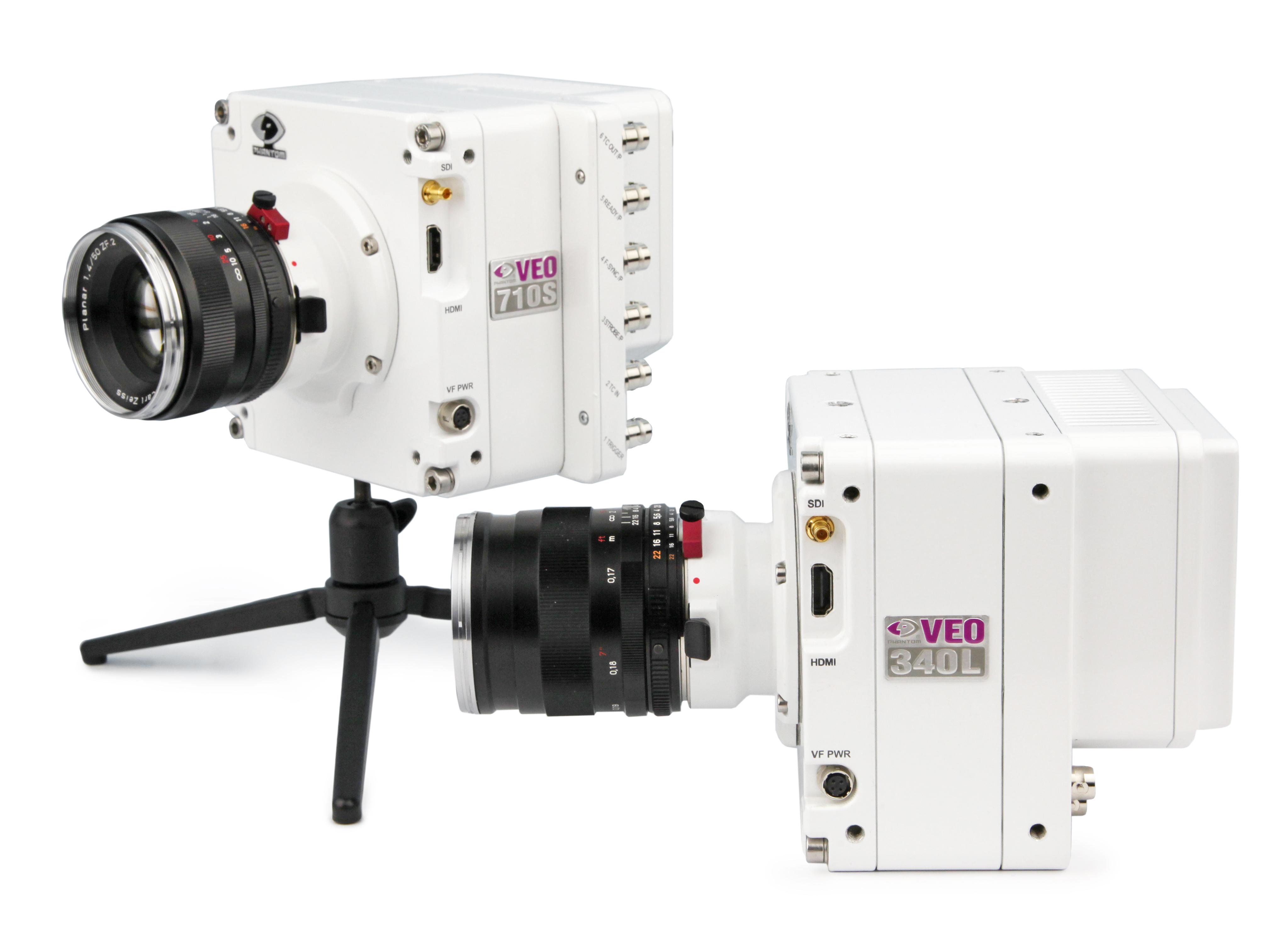
Phantom VEO Famille de caméras rapides numériques intégrant un capteur de 1 ou 4 Mégapixels et pouvant atteindre jusqu'à 4 Gigapixels/seconde.

Les caméras de la Série V & UHS sont utilisées dans les applications nécessitant les vitesses et/ou les résolutions les plus élevées. Les secteurs concernés sont: balistique, recherche militaire, développement de moteurs, recherche médicale.

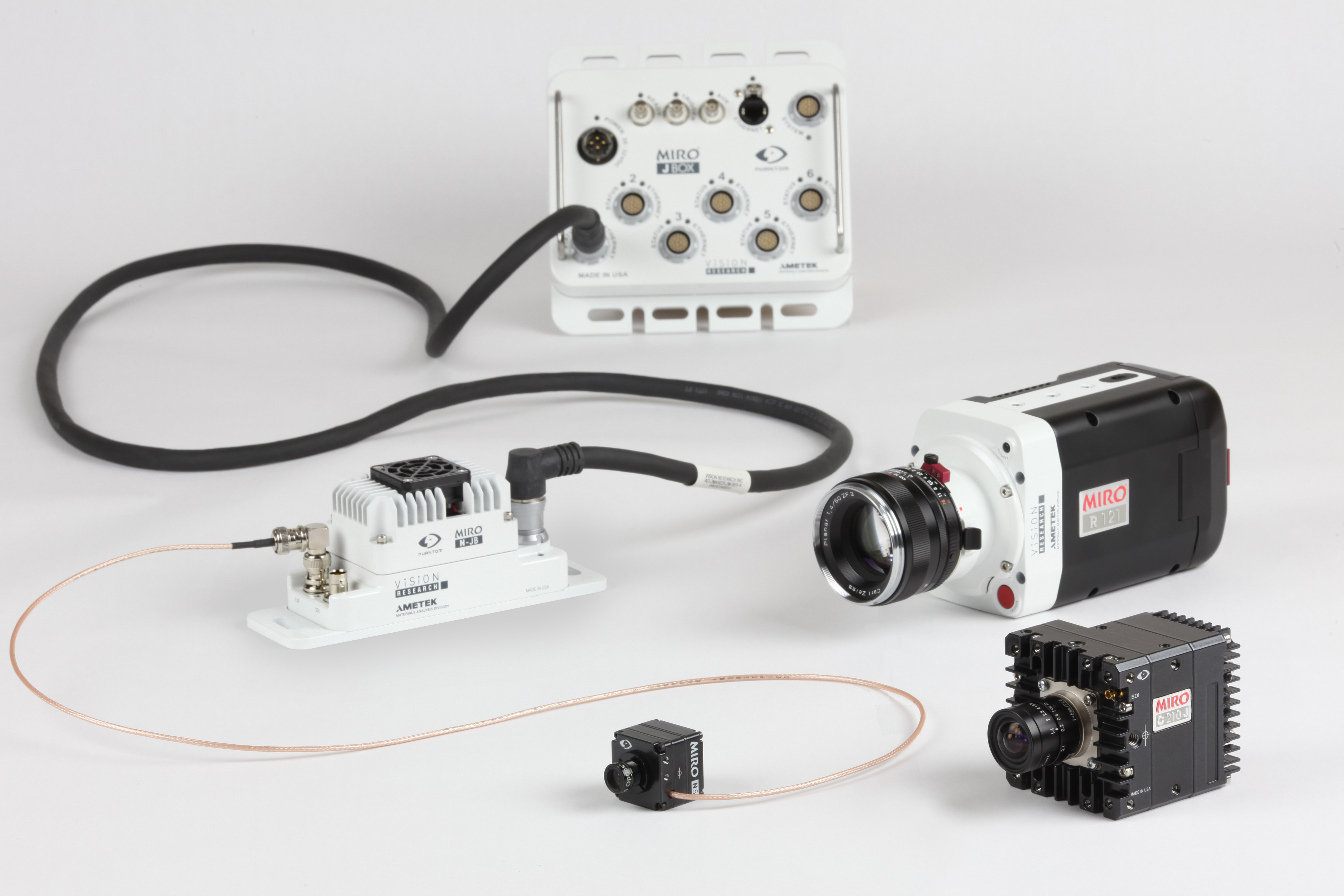
Phantom Miro Gamme répondant à la grande majorité des besoins en vidéo rapide, et proposant différentes tailles en fonction des contraintes d'encombrement. Capteurs disponibles en résolutions 1, 2 ou 4 mégapixels, versions monochrome ou couleur.

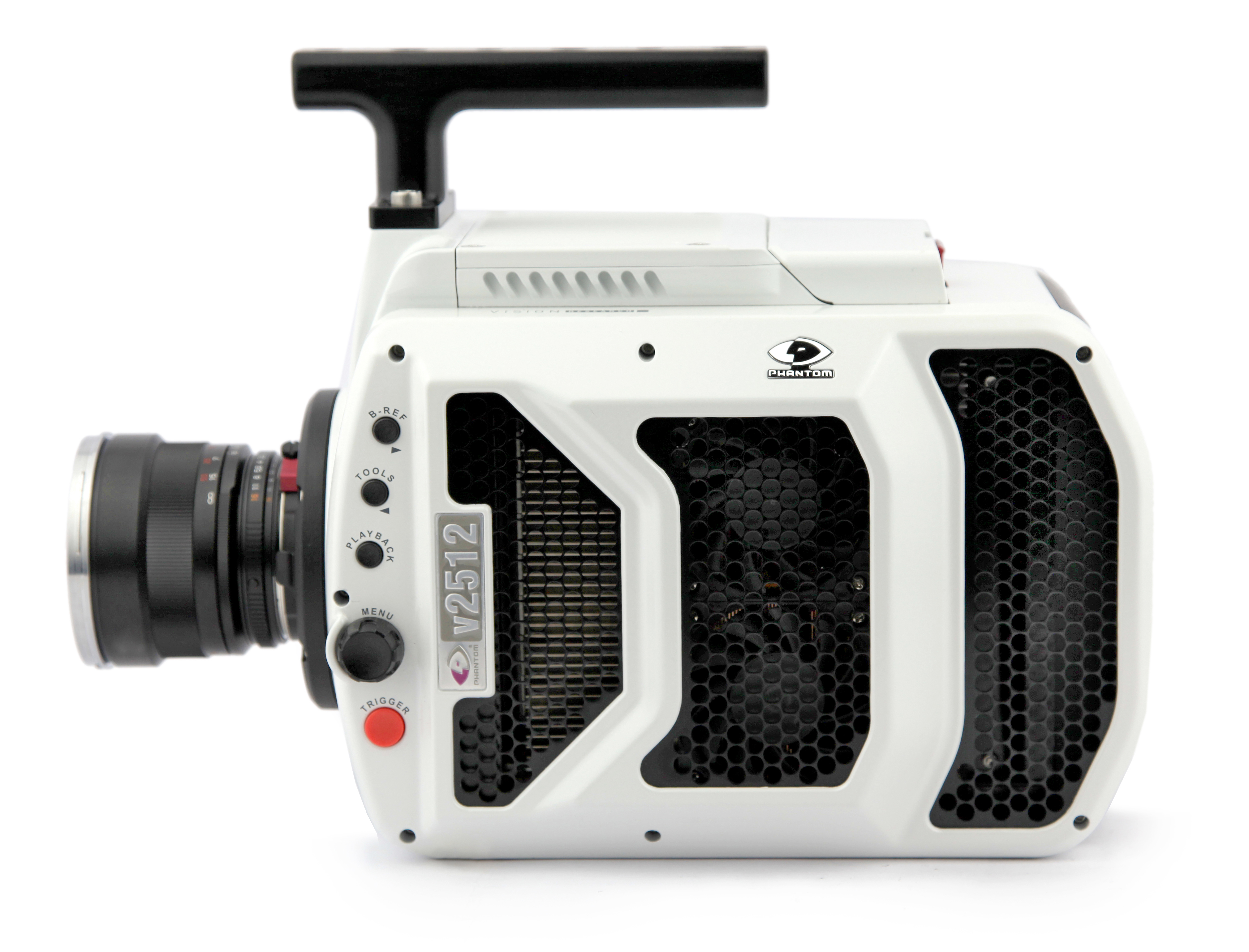
Phantom UHS Ultra High Speed La version v2512 réalise des captures vidéos jusqu'à la vitesse de 25 gigapixels par seconde. Elle est destinée aux applications extrêmes, spécialement dans les domaines de la recherche scientifique et de l'ingénierie.

La troisième ligne de caméras est destinée à la production audiovisuelle: événements sportifs en direct avec par exemple l'utilisation de la Superloupe, ou autres médias de diffusion. Les Phantom HD, 65 et Flex sont massivement utilisées dans la capture de ralentis pour le cinéma numérique, la production HD en télévision, et ont été récompensées par un Oscar Scientifique ou Technique en 2012, et par l'organisme Academy of Television Arts and Sciences en 2010. Deux Phantom 65 sont utilisées en tant que caméras numériques 3D IMAX. 
Vision Research fournit aussi de l'ingénierie et fabrique des caméras rapides sur mesure pour des applications spécifiques.